# Dicasteriul pentru Doctrina Credinței

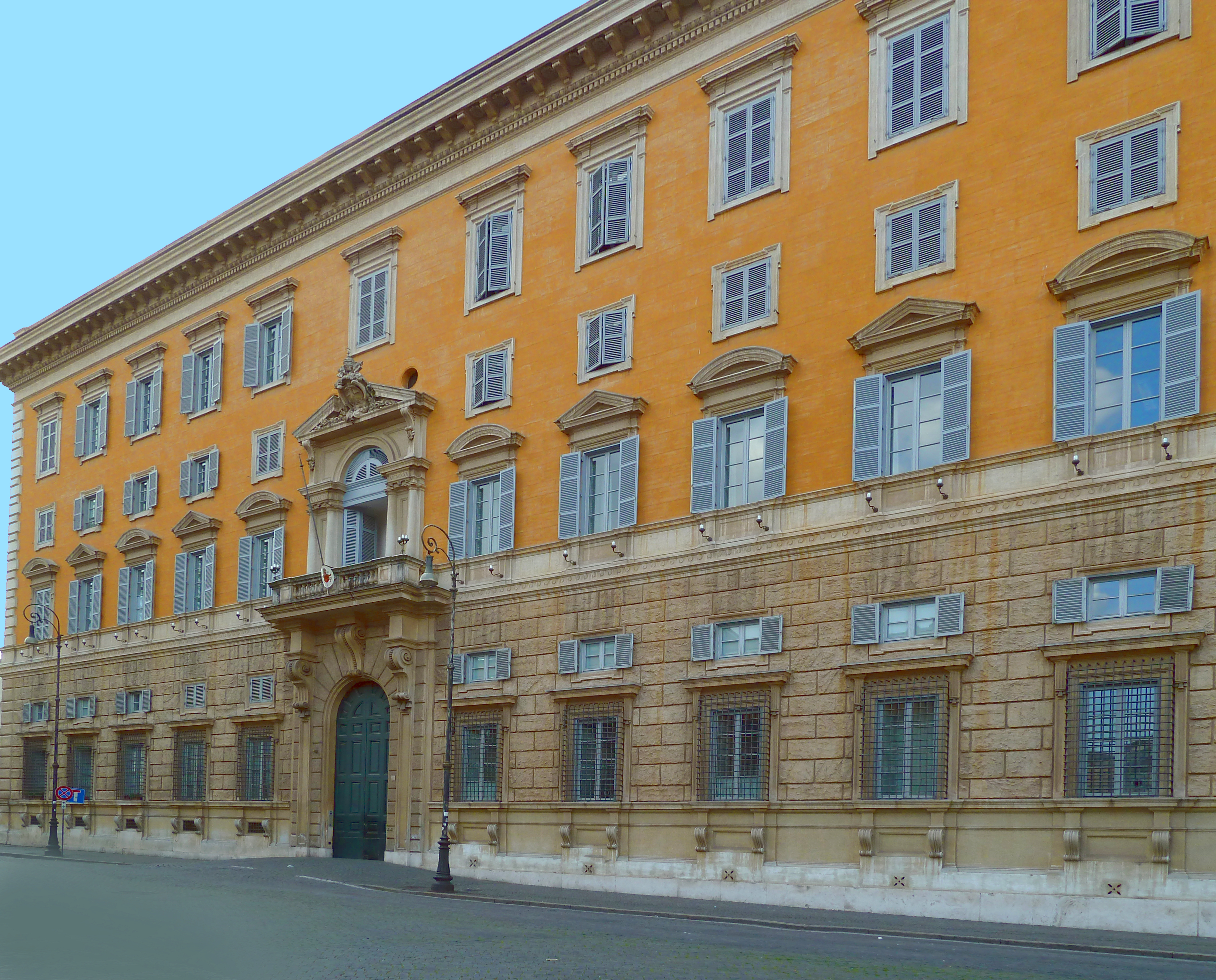
Sediul Dicasteriului pentru Doctrina Credinței

Dicasteriul pentru Doctrina Credinței (în latină Dicasterium pro doctrina fidei) este un organism al Bisericii Catolice, care are ca scop păstrarea și promovarea învățăturilor de credință și de morală în toată lumea catolică. Dicasteriul este alcătuit din 23 de membri și este condus de un prefect, din 2023 
în persoana arhiepiscopului Víctor Manuel Fernández.

## Istoric
Dicasteriul pentru doctrina credinței este cea mai veche congregație a Curiei Romane. În anul 1542 papa Paul al III-lea a înființat "Sacra Congregație a Inchiziției Romane și Universale", cu scopul de a veghea asupra problemelor credinței și de a apăra Biserica de erezii. 
În anul 1908 papa Pius al X-lea i-a schimbat denumirea în "Sacra Congregație a Sfântului Oficiu", iar în 1917 papa Benedict al XV-lea i-a încredințat și competența Indexului de cărți interzise, desființând congregația care se ocupa de acesta.
Papa Paul al VI-lea i-a modificat denumirea în 1965, redefinindu-i, în același timp, competențele și structura. Papa Francisc i-a dat actuala denumire prin constituția Praedicate evangelium⁠(en)[traduceți], care a intrat în vigoare în data de 5 iunie 2022.

## Structură și organizare
Congregația este alcătuită din 23 de membri, cardinali, arhiepiscopi și episcopi din diferite țări. Activitatea congregației este condusă de un prefect. Între 1981-2005 prefect al congregației a fost cardinalul Joseph Ratzinger, devenit ulterior papă Benedict al XVI-lea. Între 2012-2017 această funcție a fost îndeplinită de arhiepiscopul Gerhard Ludwig Müller (cardinal din 2014).  
Dicasteriul este asistat de un colegiu de 33 consultori, profesori și experți în diferite discipline teologice și bisericești. În dicasteriu sunt angajate de asemenea 37 de persoane ca funcționari, copiști etc. 
Organismul cuprinde două secțiuni: una doctrinară și una disciplinară.

## Activități
Congregația promovează învățătura catolică și favorizează studiile îndreptate spre sporirea înțelegerii credinței, dând răspunsuri, în lumina credinței, noilor probleme apărute prin progresul științei și civilizației. În acest scop, organizează și simpozioane științifice pe teme legate de învățătura creștină și promovează inițiative în favoarea răspândirii învățăturii sănătoase și pentru apărarea acelor elemente ale tradiției creștine și ale Magisteriului care sunt puse în pericol de doctrine noi inacceptabile.
O dată la cinci ani, episcopii unei anumite țări sau regiuni vin la Roma pentru vizita ad limina Apostolorum. Cu această ocazie sunt primiți și la Congregația pentru Doctrina Credinței, schimbându-se informații, aprofundându-se problemele doctrinare din țările respective și căutându-se soluții pentru rezolvarea lor.
Împreună cu Congregația lucrează în strânsă colaborare Comisia Biblică Pontificală, Comisia Teologică Internațională și Comisia Interdicasterială pentru Catehismul Bisericii Catolice. Prefectul Congregației este și președinte al acestor comisii.